# Perișoru, Brăila
Perișoru este un sat ce aparține orașului Ianca din județul Brăila, Muntenia, România.
La sfârșitul secolului al XIX-lea, satul era reședința comunei Perișoru, din plasa Ianca, județul Brăila. Comuna Perișoru avea în componență satele Perișoru, Plopu, Oprișenești și Jipești, cu 1164 de locuitori în total. În comună funcționau o școală mixtă cu 61 de elevi înființată în 1852 și o biserică ortodoxă construită în 1854 de locuitori.
În 1925, comuna Perișoru era în aceeași plasă și avea satele Berlești (preluat de la fosta comună Ionești-Berlești), Oprișenești, Perișoru, Plopu Nou și cătunul Plopu Vechi, cu 2556 locuitori.
În 1950, comuna a fost arondată raionului Făurei din regiunea Galați. În 1968, comuna (care între timp își schimbase numele în Plopu) a fost desființată și inclusă în comuna Ianca, comună arondată din nou județului Brăila, reînființat. În 1989, comuna Ianca a fost declarată oraș.